# Hansrüdi Thomi
Hansrüdi Thomi es un jinete suizo que compitió en la modalidad de doma. Ganó una medalla de bronce en el Campeonato Europeo de Doma de 1967 en la prueba por equipos.

## Palmarés internacional
| Campeonato Europeo | Campeonato Europeo | Campeonato Europeo | Campeonato Europeo |
| Año                | Lugar              | Medalla            | Categoría          |
| ------------------ | ------------------ | ------------------ | ------------------ |
| 1967               | Aquisgrán (RFA)    | Medalla de bronce  | Por equipos        |